# Bytholoxoconcha
Bytholoxoconcha is een geslacht van kreeftachtigen uit de klasse van de Ostracoda (mosselkreeftjes).

## Soort
- Bytholoxoconcha limicola Hartmann, 1974